# محمد خليفة التونسي
محمد خليفة التونسي (10 سبتمبر 1915 - 11 يناير 1988) هو كاتب وشاعر مصري،

## نشأته وتعليمه
ولد في 10 سبتمبر 1915،  وتوفي 11 يناير عام 1988، قام بأول ترجمة عربية كاملة لبروتوكولات حكماء صهيون، وهو من تلامذة الأديب الكبير عباس محمود العقاد وقد قام بالتقديم لكتابه هذا.
ولد في قرية تونس في محافظة سوهاج بصعيد مصر وإليها ينتسب اسم عائلته، في اليوم 10 سبتمبر لسنة 1915 وهو ينتسب لعائلة «البدارات» أكبر عائلات القرية. وقد درس كغيره من أقرانه في كتاب القرية ثم درس المرحلة الابتدائية في معهد أسيوط الديني، وبعد ذلك تلقى تعليمه للمرحلة الثانوية في تجهيزية دار العلوم وعندما حصل على شهادتها اتجه إلى كلية دار العلوم التي تخرج فيها سنة 1939 وقد حرص على الاستمرار في الدراسة فنال دبلوم الدراسات العليا في سنة 1955م.

## نشاطه
كتب الشعر منذ كان طالبا في المرحلة الثانوية، وكان أول ديوان صدر له وهو في العشرين من عمره ديوان «العواصف» الذي تظهر فيه فلسفة القوة الموزوعة الحكيمة التي كان يؤمن بها التونسي، و "ديوانه الأسرة أصولا وفروعا " ،يعد من أميز ما ألفه. واستطاع بملكته الشعرية ومشاعره المتوهجة أن يخرج مواضيعه من وهدة اليومية ليقول فيها شعرا رائعا.
منذ سنة 1939 حتى سنة 1972 وهو يعمل في سلك التدريس بصفته مدرسا إلى أن جاء في هذه السنة الأخيرة إلى دولة الكويت ليعمل في مجلة العربي وقد أعجب به الشيخ جابر العلي الصباح فبسط عليه رعايته وأبداه اهتمامه.
كان من تلاميذ  عباس محمود العقاد ، وكان يحضر لقاآته الأسبوعية ، فكان متفتحا يستخدم العقل ويتمتع بإيمان شديد. أثر أثناء تدريسه في المدارس الثانوية في الشباب بتفكير متفتح وحثهم على التفكير واستخدام العقل.

## كتابه وترجماته
من مؤلفاته:
- أسر اللغات السامية (العروبية).
- العواصف (ديوان شعر)
- كنوز التلمود
- في مجال الشعر
- الأنوار المحمدية (ديوان شعر)
- الفيصليات (ديوان شعر)
- الرباعيات (ديوان شعر)
- قال الرواي (مجموعة قصصية)
- تأملات حرة في الدين والفلسفة والأدب والفن
- لغتنا السمحة
- ترجم إلى اللغة العربية عدة كتب منها: بروتوكولات حكماء صهيون.

## وفاته
توفي الكاتب الكبير في يوم الاثنين الموافق 11 يناير عام 1988م و دُفِن في دولة الكويت.